# Glonium simulans
Glonium simulans är en svampart som beskrevs av W.R. Gerard 1873. Glonium simulans ingår i släktet Glonium och familjen Hysteriaceae.   Inga underarter finns listade i Catalogue of Life.